# Igreja Paroquial de Colos
A Igreja Paroquial de Colos, igualmente denominada de Igreja de Nossa Senhora da Assunção, é um monumento religioso e um sítio arqueológico na aldeia de Colos, no Município de Odemira, na região do Alentejo, em Portugal.

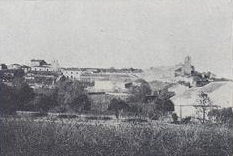
Vista geral da aldeia de Colos na primeira metade do século XX, sendo visíveis as igrejas matriz e da misericórdia.

## Descrição
A igreja é dedicada a Nossa Senhora da Assunção. É a igreja matriz, e o templo mais importante na freguesia de Colos. Situa-se no Largo da Igreja, na aldeia de Colos.
O edifício integra-se nos estilos barroco e manuelino, sendo um exemplo de uma tipologia que era comum nas paróquias pequenas na região do Alentejo. Apresenta uma planta de forma longitudinal, formada por um nártex, uma só nave, a capela-mor, o baptistério, uma capela dedicada ao Senhor dos Passos, a sacristia, uma capela baptismal, e a torre sineira. A fachada principal está orientada para ocidente, e possui um só pano ladeado por pilastras, que no topo apresentam pináculos de forma piramidal. A fachada é rematada por uma empena, com uma cruz no topo. Por debaixo da galilé encontra-se o portal principal, com arco em forma de ogiva. Por cima abre-se um janelão com moldura de cantaria, e uma pedra de armas da Ordem de Santiago. O lado Sul é de um só pano, e é rasgado por um janelão e pela porta lateral para a nave, com um portal em cantaria. Em seguida situa-se o volume correspondente ao baptistério, sem quaisquer aberturas, e terminando em empena, e depois a capela do Senhora dos Passos, rasgada por uma frecha, e com contrafortes em esforço nos cantos. Finalmente encontra-se a sacristia, unida à capela-mor, e que tem uma porta e uma janela. Na fachada oriental encontra-se a cabeceira da capela-mor, ladeada por pilastras e encimada por empena de forma semicircular, tendo no lado esquerdo o corpo da sacristia, sendo os dois volumes separados por um contraforte. A fachada Norte tem volumes distintos para a nave e a capela-mor, sendo este último encimado por beirado e cornija. A torre sineira está adossada à capela-mor, na fachada Norte, e tem dois pisos, e uma cobertura em forma de cúpula. O nártex tem uma cobertura em abóbada, com cruzaria de ogivas de cinco chaves, sendo as mísulas e as chaves em cantaria. A frontaria é ladeada por confrafortes em escorço, e rasgada por uma abertura em arco de volta perfeita, com um nicho em cada lado. As fachadas laterais do nártex também possuem aberturas em arcos de volta perfeita.
No interior, a nave possui duas capelas no lado do Evangelho, com molduras em arcos de volta perfeita, contendo retábulos ornados com talha dourada e policromada. Entre estas duas capelas situa-se o púlpito, com uma balaustrada em madeira. No lado da Epístola encontram-se igualmente duas aberturas em arcos de volta perfeita, uma correspondente à capela do Senhor dos passos, enquanto que na outra situa-se a pia baptismal. A capela do Senhor dos Passos tem abóbada em cruzaria de ogivas com cinco chaves. Entre estas duas aberturas encontra-se uma porta com um janelão no topo, e uma pia de água benta em cantaria, encimada por um nicho. A nave está separada do altar-mor por um arco de volta perfeita sobre pilastras, e possui uma cobertura em abóbada de berço. O altar é em alvenaria, e o retábulo está decorado com talha dourada e policromada. Em cada lado encontra-se uma porta, que no lado da Epístola abre-se para a sacristia, enquanto que a outra dá acesso ao púlpito e a torre. O arco triunfal é ladeado por dois altares faciais, com moldura em arco de volta perfeita, contendo retábulos em talha dourada em policromada.

## História
O centro histórico de Colos poderá ter sido uma povoação fortificada durante a época romana, devido à grande quantidade de vestígios descoberta nesta área, a sua situação geográfica no alto de um cabeço, e a organização da malha urbana. Um dos pontos de principal interesse arqueológico na aldeia é o Alto da Igreja, onde foram recolhidas moedas dos imperadores Honório e Constantino, e foram descobertos vários silos, que continham entulho, moedas, vestígios osteológicos e fragmentos de cerâmica. Nas imediações da escola primária foi identificada uma necrópole, com sepulturas que ainda conservavam algumas ossadas, e peças de cerâmica na sua cabeceira. Outro importante conjunto de vestígios foi descoberto na Rua da Farmácia, que incluiu ânforas romanas, e fragmentos de cerâmica e moedas da Idade Moderna, incluindo uma que terá sido cunhada no reinado de D. Manuel I, demonstrando a continuidade da ocupação no local. Um silo encontrado na Rua Júlia Brito Pais Falcão, nas imediações da igreja paroquial, também relevou um interessante conjunto de materiais da era moderna, como fragmentos de cerâmica, moedas, peças de ferro, e restos de animais.
A primeira igreja neste local terá sido construída durante a Idade Média, tendo este edifício sido substituído por um novo no século XVI. Em 1518, as obras de reconstrução da igreja encontravam-se em estado de conclusão, tendo o responsável sido Cristóvão Correia, nobre que que fazia parte do conselho de D. Manuel, e era vedor da fazenda do Mestrado de Santiago. Com efeito, a reconstrução do templo foi feita pela Ordem de Santiago, uma vez que Colos tinha recentemente ganho a categoria de município, tendo em 20 de Setembro de 1512 recebido uma carta de foral de D. Manuel. Data provavelmente da data da sua reconstrução o nártex, a Capela do Senhor dos Passos, a pia baptismal, e a pia de água benta. Nos finais do século XVII foram instalados o retábulo-mor, o púlpito e os retábulos laterais, e nos inícios do século seguinte foi construida a torre sineira.
Entre 1989 e 1990 foram feitas obras de reparação na igreja, que incluíram a instalação da lage aligeirada, na nave.

## Leitura recomendada
- GUERREIRO, António Machado (1987). Colos, Alentejo: Elementos Monográficos. Odemira: Câmara Municipal de Odemira